# Жиров, Евгений Николаевич
Евгений Николаевич Жиров (10 января 1969) — советский и российский футболист, полузащитник.
Воспитанник СДЮШОР «Смена» Ленинград. Первый клуб — «Динамо» Ленинград (1987). В 1988 году провёл три матча за «Зенит» в Кубке Федерации. В 1989—1990 играл в казахском «Мелиораторе»/«Кайсаре». В 1991 сыграл один матч на кубок СССР за «Зенит» и перешёл в сочинскую «Жемчужину», а которую отыграл 4 сезона, в 1993 году в составе «Торпедо» Сочи провёл два аннулированных матча и забил один гол.
В 1994 году уехал в южнокорейскую Кей-Лигу, где сыграл 4 матча за клуб «Эл-Джи Читас». После возвращения в Россию в 1996—2000 годах играл в клубах низших дивизионов.